# Елесня (гмина)
Елесня (пол. Jeleśnia) — сельская гмина (волость) в Польше, входит как административная единица в Живецкий повет, Силезское воеводство. Население — 13 488 человек (на 2004 год).

### Деревни
Елесня включает деревни и поселки — Корбелув, Кшижова, Кшижувка, Мутне, Певель-Велька, Пшиборов, Сопотня-Мала и Сопотня-Велика.